# Stegobolus subemersus
Stegobolus subemersus är en lavart som först beskrevs av Johannes Müller Argoviensis, och fick sitt nu gällande namn av Frisch 2006. Stegobolus subemersus ingår i släktet Stegobolus och familjen Thelotremataceae.   Inga underarter finns listade i Catalogue of Life.